# Moteur Gnome
Pour les articles homonymes, voir Gnome.

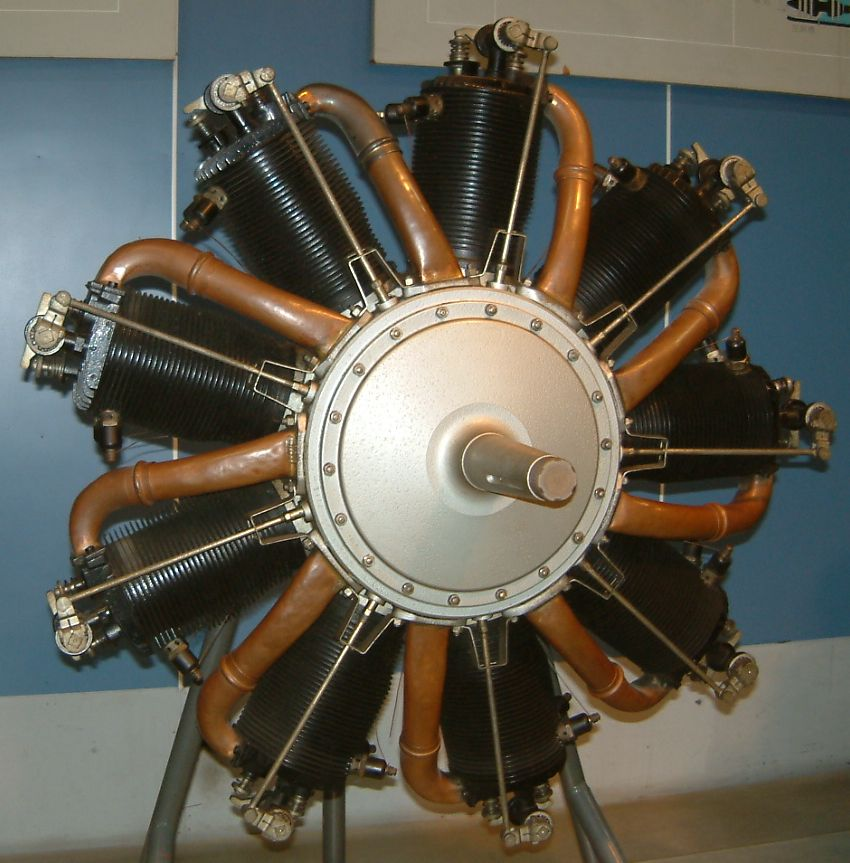
Moteur rotatif Le Rhône 9C

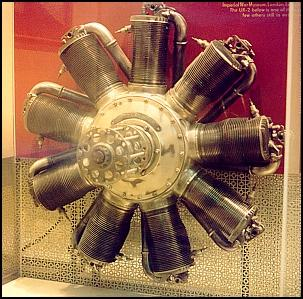
Moteur rotatif Oberursel UR-II

Le moteur Gnome est l'un des premiers moteurs rotatifs à être destinés à l'aviation. Il constitue l'archétype de la gamme de moteurs produite par la société française Gnome et Rhône, des moteurs conçus au début du XXe siècle. À l'origine cette gamme de moteurs visait à réduire le poids, caractéristique primordiale pour un avion. 

## Historique
Probablement sur la base du moteur rotatif à cinq cylindres en étoile de Felix Millet de 1893 (utilisé sur une motocyclette), voir à partir des idées de deux précurseurs américains, Stephen Balzer et Adams-Farwell[réf. incomplète], ce principe a été industrialisé vers 1907 par les frères Laurent et Louis Séguin sous la marque Gnôme[réf. incomplète] puis amélioré par Louis Verdet dans sa société Le Rhône avant que les deux sociétés fusionnent. La société allemande Oberursel en a utilisé une licence.

## Principe
- Les moteurs usuels ont leur corps fixe, les pistons actionnent un vilebrequin qui fait tourner l'arbre moteur ; sur celui-ci, un volant d'inertie régularise le mouvement, et on attache l'hélice motrice.
- Le principe du moteur rotatif est d'inverser cette architecture : c'est le vilebrequin qui est fixé sur l'avion et l'hélice est attachée directement sur le corps, rotatif, du moteur.

## Avantage
Il en résulte un gain de poids par deux effets : 
- la rotation des cylindres produit un important courant d'air autour des cylindres, ce qui permet d'augmenter le refroidissement et de se passer de dispositifs de refroidissement supplémentaires
- la suppression du volant d'inertie car le corps rotatif (cylindres) constitue une masse d'inertie, beaucoup plus massive qu'un volant-type.

Le moteur rotatif doit être équilibré (son centre de masse doit être dans l'axe du vilebrequin), pour cela c'est un moteur en étoile.

## Inconvénient
Rançon de ses avantages, le moteur rotatif présente un inconvénient : le moment d'inertie du moteur est trop important. Toute tentative pour réorienter l'appareil se traduit par conséquent par une force de précession (résultant de l'effet gyroscopique ou force de Coriolis) considérable, très sensible sur des avions très légers comme ceux de l'époque. Pour une hélice dextrogyre :
- l'avion se cabre (resp : pique) lorsqu'on veut tourner à gauche (resp : droite)
- l'avion tourne à gauche (respectivement : droite) lorsqu'on se met à piquer (resp : cabrer)

Ces effets devaient être compensés par le pilote. L'avion anglais Sopwith Camel, qui utilisait un moteur Gnome, illustre cet inconvénient.

## Utilisation en aéronautique
Au cours de la Première Guerre mondiale, ce type de moteurs fut produit à des dizaines de milliers d'exemplaires et équipait en grand nombre les avions des deux camps avec des puissances de plus de 100 ch pour un poids inférieur à 150 kg.
Quelques exemples d'avions ayant utilisé les moteurs rotatifs :
- Avions français : Blériot XI, Nieuport 11, Nieuport 17.
- Avions allemands : Fokker Triplan Dr1.
- Avions russes : Sikorsky S.16, Sikorsky S.20.

## Autres utilisations

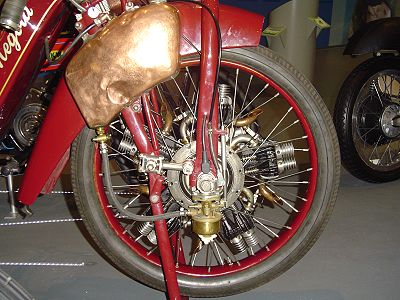
Moteur rotatif de la moto Megola

Un moteur rotatif à cinq cylindres en étoile conçu par Felix Millet en 1887, a été monté dans la roue arrière de sa motocyclette en 1893
Un moteur rotatif (à trois puis cinq cylindres) a été monté dans des automobiles construites de 1889 à 1913 par Adams-Farwell (en).
Des moteurs de ce type ont été utilisés sur des motos (par exemple sur la Megola) et des automobiles dans les années 1920 sans succès durable.